# Abel Cathrines Stiftelse
Abel Cathrines Stiftelse ligger i Abel Cathrines Gade 13 på Vesterbro i København.
I 1675 skænkede dronning Sophie Amalies hofdame Abel Cathrine von der Wisch (til tider også benævnt som Abel Cathrine Mesing) et antal små rækkehuse (i datidens sprog: boder) til brug for fattige københavnere. Stiftelsen lå i Dronningens Tværgade og bestod af syv boliger for "ret elendige, syge, sengeliggende fattige Folk, der ei ellers vide Raad og Hjælp". Efter Abel Cathrines død i 1676 overgik stiftelsen til Det københavnske Fattigvæsen, som herefter administrerede den. I 1884 blev boligerne nedrevet og stiftelsen flyttede til en nyopført bygning på Vesterbro (Abel Cathrines Gade 13) tegnet af Hermann Baagøe Storck. Denne ejendom blev afhændet i 1949, hvorefter stiftelsen fik stillet et antal friboliger til rådighed på plejehjemmet Gammel Kloster på Østerbro. Bygningen på Vesterbro blev derpå omdannet til bolig for hjemløse.
Den blev fredet 1980, da den regnes for et særligt vellykket eksempel på en selvstændigt udformet nationalromantik frigjort fra historiske forbilleder, og den 31. oktober året efter blev den nedslidte bygning besat. Den blev frivilligt rømmet 14. februar 1982 og senere istandsat.
Stiftelsens historiske arkiv befinder sig i dag på Københavns Stadsarkiv på Københavns Rådhus.